# Adventkirche (Berlin)
Die Adventkirche ist ein evangelisches Gotteshaus im Berliner Ortsteil Prenzlauer Berg des Bezirks Pankow. Es handelt sich um einen mit Klinkern verblendeten Mauerwerksbau, der nach Entwürfen der Architekten Georg Dinklage und Ernst Paulus in den Jahren 1910–1911 errichtet wurde. Der Architekturstil wird der beginnenden Moderne zugeordnet, die Neugotik wirkt jedoch in den spitzbogigen Portalen und den Maßwerkfenstern in der Giebelfassade nach. Die Evangelische Advent-Zachäus-Kirchengemeinde fusioniert ab dem 1. Januar 2022 mit der Bartholomäus-Kirchgemeinde zur Evangelischen Kirchengemeinde Am Friedrichshain im Kirchenkreis Berlin Stadtmitte, und die Advent-Kirche steht unter Denkmalschutz.

## Geschichte
Um die Wende zum 20. Jahrhundert wurde das Gelände des späteren Bötzowviertels vom Besitzer der Bötzow-Brauerei parzelliert und verkauft. Im Zuge der Bebauung mit Mietshäusern bis zur heutigen Danziger Straße, Greifswalder Straße und Landsberger Allee wuchs die Zahl der Kirchengemeindemitglieder stark an.

### Gemeindegründung und Entwicklung
Die St.-Bartholomäus-Kirche war für die Versorgung der evangelischen Einwohner zu klein geworden. Aus diesem Grund wurde von der Berliner Stadtsynode ein Neubauprogramm für Kirchen beschlossen. In einer Urkunde vom 2. Mai 1906 stimmte der Polizeipräsident der Errichtung einer selbstständigen evangelischen patronatsfreien Kirchengemeinde zu, die am 15. September 1906 in Kraft trat. Die neue Tochtergemeinde mit der Übergangsbezeichnung St. Bartholomäus II hielt ihre Gottesdienste zunächst im Betsaal in der Werneuchener Straße 6 ab. Eine Umbenennung der Kirchengemeinde in Advent-Kirchengemeinde trat am 1. April 1908 in Kraft. Sie war zuständig für Teile des Gemeindegebietes der Auferstehungskirche und der St.-Bartholomäus-Kirche. Die Berliner Stadtsynode erwarb für diese Gemeinde 1906 das Grundstück mit der Adresse Königstadt, Elbinger Straße 24/25 (Hausnummer bald geändert nach 23/24), Berlin NO 18, (jetzt: Danziger Straße 201–203) Ecke Straße 21a, später: Ecke Schneidemühler Straße 1 (jetzt: Heinz-Bartsch-Straße) als geeigneten Bauplatz für einen Kirchenbau mit angrenzendem Gemeindehaus.
Die im Ersten und Zweiten Weltkrieg gefallenen Angehörigen dieser Gemeinde werden mit einer Gedenktafel im Kirchenvorraum geehrt.
Die zwei ehemals eigenständigen evangelischen Kirchengemeinden Advent und Zachäus fusionierten am 1. Oktober 2004.

### Bau der Kirche

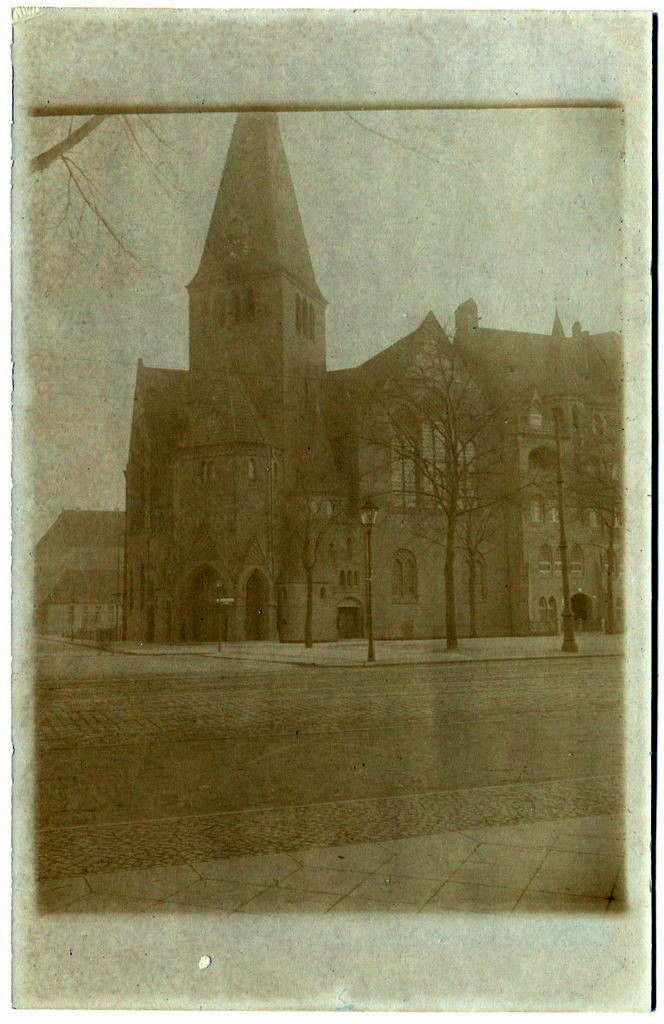
Adventkirche auf einer Postkarte, um 1920

Die beauftragten Architekten Dinklage und Paulus nahmen im beginnenden 20. Jahrhundert – nach dem Ausscheiden der Berliner Kirchenarchitekten Johannes Otzen, August Orth und Friedrich Adler des ausgehenden 19. Jahrhunderts – eine führende Position im evangelischen Kirchenbau in Berlin ein. Sie hatten bereits im Oktober 1907 einen ersten Entwurf für Kirche, Pfarr- und Gemeindehaus vorgelegt. Mit Datum vom 2. April 1910 wurde der Bauschein Nr. 4061 für den überarbeiteten Entwurf erteilt, der die modernen Baugedanken des Wiesbadener Programms umsetzte, dessen Thesen sich gegen das Eisenacher Regulativ von 1861 wenden. Vom evangelischen Kirchenbau wurde gefordert, dass die Feier des Abendmahls sich inmitten der Gemeinde vollziehen und daher die Trennung zwischen Schiff und Chor entfallen solle. Dieser Gedanke spiegelt sich im Grundriss des zentralisierten Kirchenraums wider. Die Architekten nutzten das vorgegebene Grundstück innerhalb der Straßenfluchten optimal für den Kirchenbau und das Pfarr- und Gemeindehaus als architektonische Einheit. Die evangelische Stadtsynode beschloss 1906 aufgrund der Vielzahl von Kirchenneubauten, dass nur noch 200.000 Mark (kaufkraftbereinigt in heutiger Währung: rund 1,49 Millionen Euro) je Kirche zur Verfügung gestellt werden. Die Architekten ersetzten daher die traditionellen Werkstoffe für die von ihnen entworfenen gotischen Säulen und Gewölbe durch preiswerte feuersichere Konstruktionen aus Drahtputz, Gips und Zement. Die Mittel in Höhe von 200.000 Mark für die Kirche und 94.000 Mark für das Pfarr- und Gemeindehaus wurden von der Stadtsynode bereitgestellt.
Bereits ein knappes Jahr nach der Grundsteinlegung war das neue Gotteshaus fertiggestellt. Bei der Einweihung der Kirche waren viele Ehrengäste anwesend, unter anderem der preußische Kronprinz Wilhelm, der Minister August von Trott zu Solz und der Polizeipräsident Traugott von Jagow.

### Zerstörung, Wiederaufbau, Umbauten
Im Zweiten Weltkrieg führten alliierte Luftangriffe am 22. März und am 7. Mai 1944 zur Zerstörung großer Teile der Kirche, des Vorderhauses des Gemeindehauses und von zwei Glocken. Der erste Gottesdienst am Ende des Krieges fand bereits am 6. Mai 1945 auf der Orgelempore im Hauptturm statt. Das Dach des Kirchengebäudes war fast völlig abgedeckt und der Dachstuhl beschädigt. Der Innenputz war fast komplett herabgefallen. Der bauliche Zustand verschlechterte sich weiter, weil die Kirche drei Jahre der Witterung ausgesetzt war.

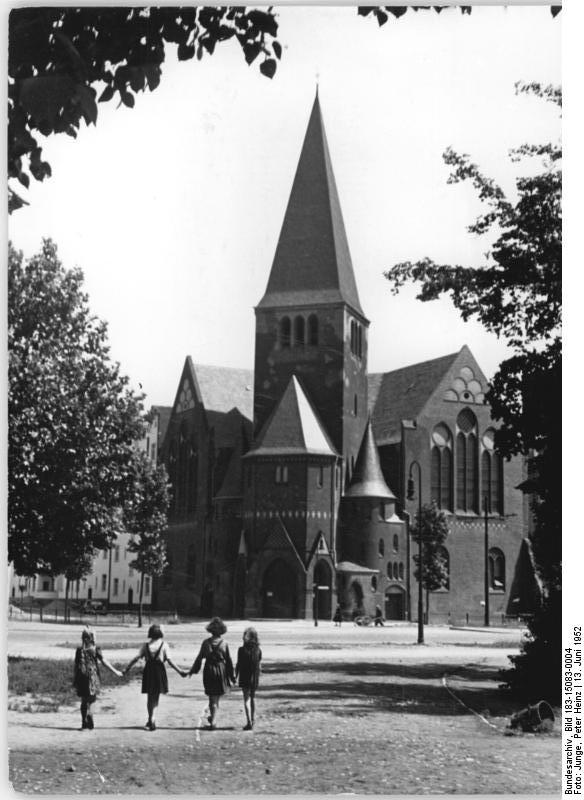
Adventkirche, 1952

Der Wiederaufbau der Kirche führte zwischen 1949 und 1952 zu einer vereinfachten Wiederherstellung. Der Aufbau des zerstörten Vorderhauses des Pfarr- und Gemeindehauses wurde erst im Jahr 1969 abgeschlossen. Zum Frühjahr 1951 war der Turm wieder mit Schiefer eingedeckt. Die Stahlrahmen der Dachkonstruktion waren erhalten geblieben, Sparren und Pfetten mussten jedoch erneuert werden. Das Dachdeckung des Hauptschiffs erfolgte mit neuen Biberschwanzziegeln in Kronendeckung.
Wegen der totalen Zerstörung des Gemeindehauses mit den Konfirmandensälen wurden die Flächen unter den beiden Seitenemporen durch Einziehen von Mauerwerkswänden als Gemeindesaal und Kapelle eingerichtet, wodurch sich die Zahl der verfügbaren Plätze im Kirchenraum auf 500 reduzierte. Der Altar und die Kanzel wurden unter Verwendung noch vorhandener Teile der ursprünglichen Marmorverkleidung aufgebaut. Im Juli 1960 erhielt der neu errichtete Altar eine Platte aus Cottaer Sandstein. Front und Seiten wurden zunächst verputzt und erst später mit Sandstein verkleidet. Die durch die Kriegseinwirkung zerstörten Bleiglasfenster wurden in einfacher Art wiederhergestellt. Noch während der letzten Bauarbeiten fand am 3. Dezember 1951 die Wiedereinweihung der Kirche statt.
Im Jahr 1957 war der Metallkranz einer der Kirchenbeleuchtungen herabgestürzt, und bei der Suche nach der Ursache stellte man fest, dass das Gebälk, an dem die Lampe hing, vom Hausbock zerfressen war. Bei der Sanierung des Daches wurde der Raum mit einer hölzernen Decke über sichtbarer Balkenkonstruktion auf massiven Schwibbogen gedeckt. 1978 war die Kirche durch Wasserschäden infolge des schadhaft gewordenen Daches in einem desolaten Zustand. Nach jedem Sturm fehlten weitere Dachziegel. 1979 wurde das Kirchendach mit Betonziegeln gedeckt. Die Innenarbeiten an der Kirchendecke begannen 1981. Die gesamte Kirchendecke wurde bis auf die Balken abgerissen und mit Brettern, die auf den Balken liegen, und einer Dämmung wiederaufgebaut.

## Baubeschreibung

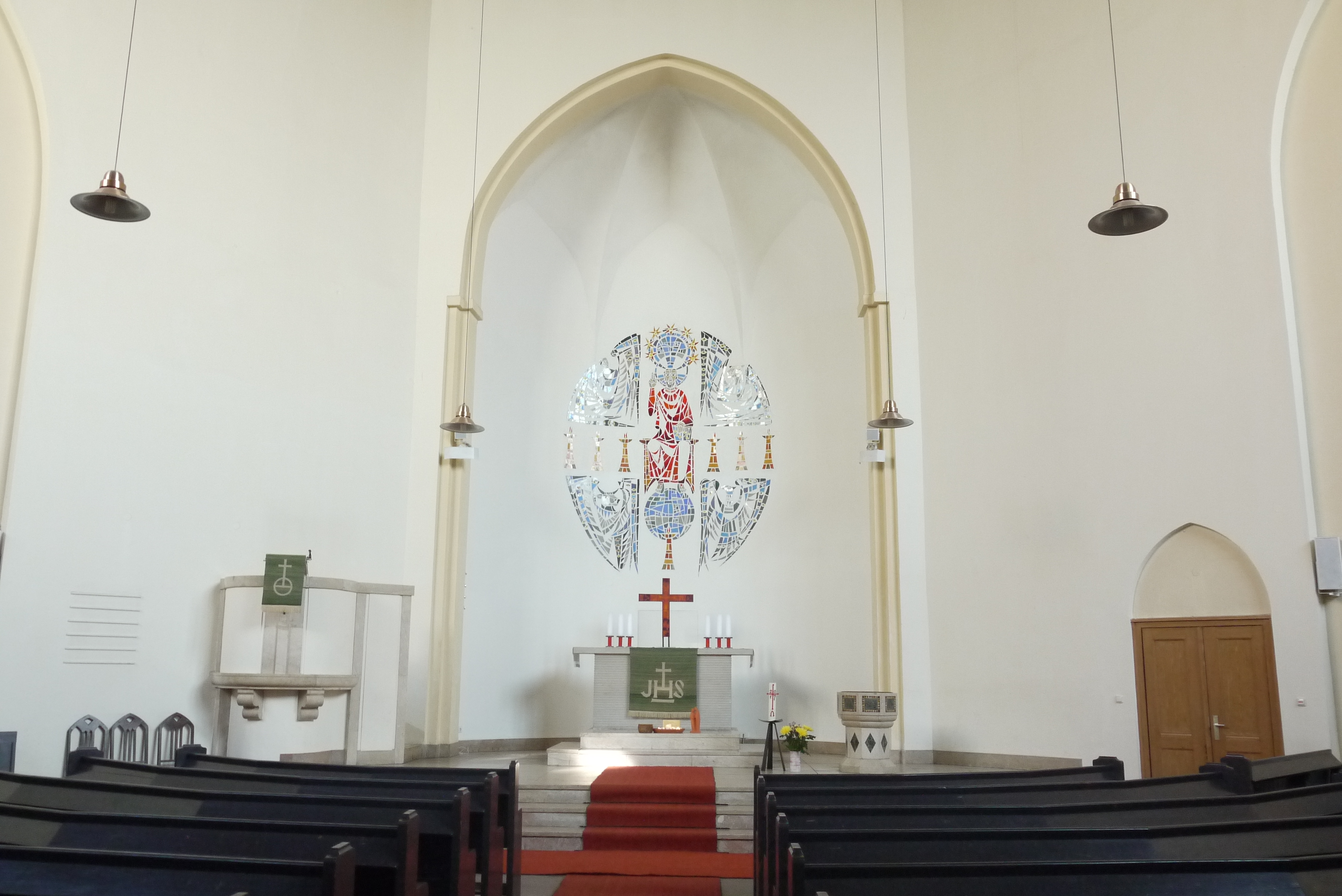
Altarraum

Die Ecksituation wird durch einen 50 Meter hohen gedrungenen, rechteckigen Turm mit schiefergedecktem Pyramidenhelm, ähnlich einem Stadt- oder Burgtor, ausgenützt. Ein dreiseitiger offener Vorbau wird von Treppentürmen flankiert. Das Hauptschiff ist entsprechend der Lage des Gebäudes winklig ausgeführt. Der übereck gestellte Turm befindet sich über dem Portal, dem gegenüber der Altarraum mit einer dahinter liegenden Sakristei angeordnet ist. Dem viereckigen Grundriss der Kirche ist das unregelmäßige Sechseck des Innenraumes eingepasst. Das Innere der Kirche hat auf drei Seiten massive Emporen. Der Altarraum und die Turmhalle sind gewölbt. Die übergiebelten Straßenfronten werden durch große sechsteilige Maßwerksfenster im oberen Bereich und kleinere Spitzbogenfenster im unteren Bereich gegliedert.
Der aus der gleichen Planung hervorgegangene Pfarr- und Gemeindekomplex, bestehend aus Vorderhaus, rechtem Seitenflügel und Quergebäude, schloss unmittelbar an der Straßenflucht der Elbinger Straße an.

## Ausstattung

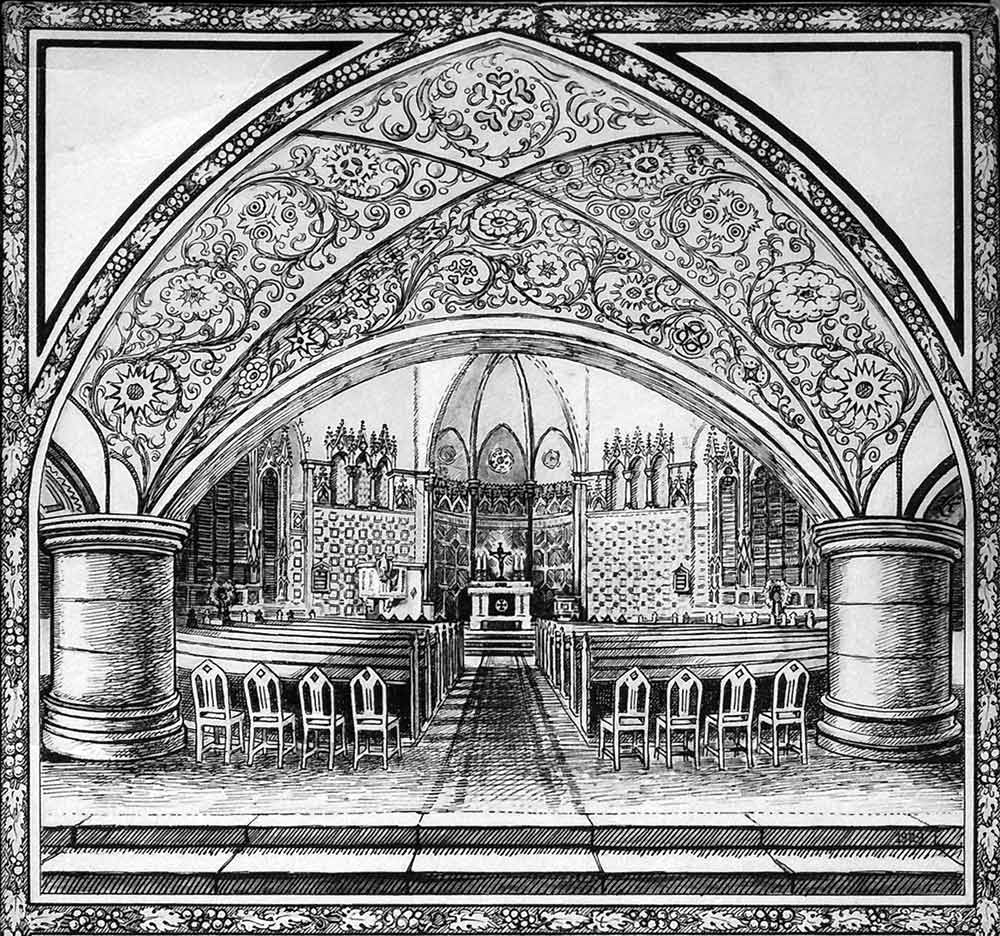
Ursprüngliche Innenansicht

Der Altar wird von einer halbrunden Apsis umschlossen. Die Kanzel stand links neben dem Altarpodest. Die fast 1000 Sitzplätze verteilen sich auf das kurvenförmig angeordnete Kirchengestühl im Kirchenraum und auf Sitzbänke auf zwei Emporen. Die Gewölbeflächen unter den Emporen und der Apsis sind in einer Konstruktion aus Rabitz hergestellt. Die Säulen unter den Emporen sind aus Eisenprofilen, verhüllt mit Rabitz und Stuckgips. Die Kapitelle zierten wahrscheinlich Akanthusblätter. Die Brüstungen der Emporen wurden durch verschiedene Stuckornamente bedeckt. Die Sandsteinsäulen beiderseits des Eingangs erstrecken sich über die Orgelempore bis zum Dach unter die Glockenstube.
Die gesamte Malerei, die das Innere schmückt, einschließlich der Fenstermalerei, ist ein Werk des Kirchenmalers August Oetken. Die Gewölbedecken unter den Emporen und im Eingangsbereich waren in Tempera ausgeführt. Die verputzten Felder zwischen den sichtbaren Balken der Holzdecke waren mit gotischen Mustern und die Wände des Kirchenraums mit einer Quaderung bemalt. Das Ensemble aus Kanzel, Altar und Taufstein bestand aus Marmor und war mit Intarsien verziert. Die Altarnische selbst war kassettenartig ausgemalt.
Nach dem Ersten Weltkrieg wurden die spitzbogigen Wandnischen links und rechts der Apsis mit zwei Gedenktafeln für die über 600 Gefallenen der Gemeinde versehen. August Oetken malte 1922 die Wandnischen im Stile der ursprünglichen Gestaltung aus. 1932 wurde ein Altarbild mit der Darstellung des Missionsbefehls gestiftet. Die bisherige Ausmalung auf der Wand der Apsis verschwand, weil sie neu verputzt werden musste. 1962 wurde im Eingangsbereich der Kirche, auch Turmhalle genannt, an der rechten Wand eine Sandsteintafel zum Gedenken der Opfer beider Weltkriege angebracht. Dieser Tafel gegenüber wurde im Rahmen einer Umgestaltung des Altarraumes das alte Altarkreuz verbracht. Den Platz auf dem Altar nimmt ein neues Altarkreuz von 1967 in Kupfer-Emaille ein.
Durch die Einfügung einer Glaswand wurde 1973 der Eingang zum Kirchenschiff neu gestaltet. 1975 erfolgte die Abtrennung von Seitenräumen unterhalb der Emporen, die Unterwölbung der einen blieb erhalten.

## Kapelle und Gemeindesaal
In der zerstörten Kirche wurden 1945 zwei Bereiche für Gemeindeversammlungen nutzbar gemacht, die Turmhalle hinter dem Hauptportal und der Bereich unter der Empore an der Seite zur Schneidemühler Straße. Das Außenmauerwerk gestattete, einen Raum mit erhalten gebliebenen Bänken durch eine Bretterwand, später durch provisorisches Mauerwerk ersetzt, vom Kirchenschiff abzutrennen. Beim Wiederaufbau der Kirche wurden die Bereiche unter beiden Seitenemporen vom Kirchenschiff abgetrennt. Der Saal an der Seite der Danziger Straße wurde zu Versammlungen genutzt, und der Saal an der Seite der Heinz-Bartsch-Straße zu Gottesdiensten. Dieser Raum war dann 1958 vom Gemeindekirchenrat offiziell zur Kapelle erklärt worden.
Im Jahr 1966 wurden auf einem Podest im Bereich des neuen Kirchenschiffs eine schlichte Kanzel, ein Altar und ein Taufstein errichtet, alle aus Holz. Dazu passend wurden ein Wandkreuz, eine Messingtaufschale und zwei Messingleuchter angeschafft. Das Orgelpositiv befand sich links neben dem Kapelleneingang. Die Bänke wurden gegen Stühle ausgetauscht.
Nach einer Renovierung 1982 fanden Altar, Taufstein und Orgelpositiv ihren jetzigen Platz. Dadurch wurde die Kapelle flexibel nutzbar. Die schlichte Kanzel gibt es nicht mehr. 1976 wurde der Gemeindesaal umgestaltet. Die Kreuzgewölbe aus Rabitz wurden herausgerissen. Zur Verringerung der Raumhöhe wurde eine Kassettendecke aus Gips eingebaut, die jedoch die Spitzbogenfenster zur Hälfte verdeckten. Im Rahmen einer Neugestaltung des Gemeindesaals wurden 2004 durch eine Erhöhung der Decke die Fensterbögen wieder freigelegt. Mit einer mittig eingebauten Harmonikatür kann der Gemeindesaal bei Bedarf geteilt werden.

## Glocken

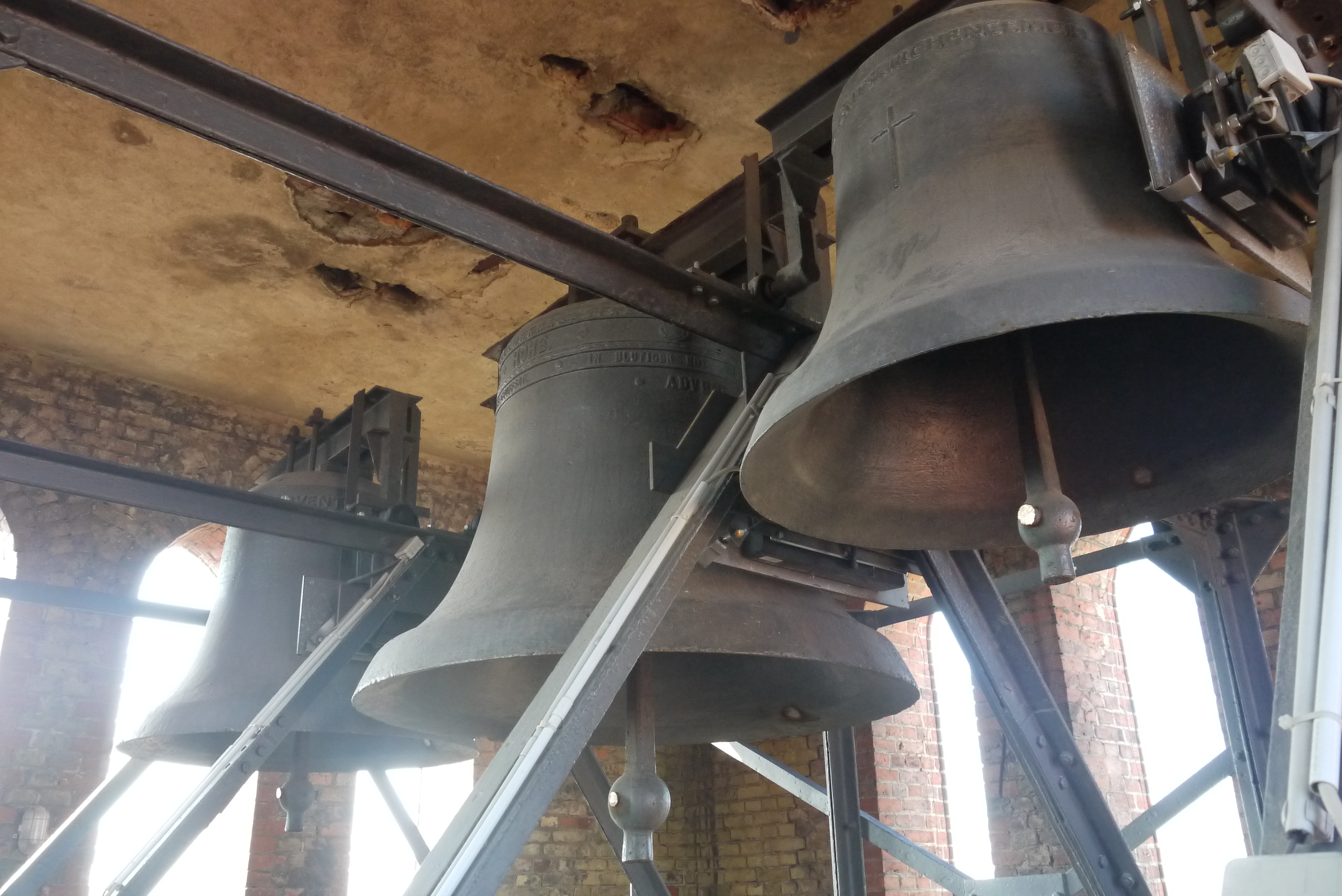
Glocken der Adventkirche

Die Advent-Gemeinde ließ drei Bronzeglocken in der Glockengießerei Franz Schilling Söhne in Apolda gießen. Im Ersten Weltkrieg wurden 1917 die große und die mittlere Bronzeglocke als Kriegsmaterial eingezogen. Am 30. November 1924 erfolgte die Glockenweihe von zwei neuen Eisenhartgussglocken der Firma Schilling & Lattermann aus Morgenröthe. Im Zweiten Weltkrieg musste 1941 die kleine Bronzeglocke für Kriegsmaterial abgegeben werden. 1945 wurde durch Granattreffer im Kirchturm die mittlere Eisenhartgussglocke zerstört. Die große Eisenhartgussglocke blieb unversehrt im Glockenstuhl liegen.
Im Rahmen des Wiederaufbaus der Kirche erfolgte eine notdürftige Reparatur des Glockenstuhls. Im Mai 1951 bekam die Gemeinde eine kleine Bronzeglocke aus städtischem Besitz, die aus Klausenburg stammte und 1833 von einem unbekannten Gießer hergestellt wurde. Sie wurde im Zweiten Weltkrieg für Rüstungszwecke zwar abgegeben, aber nicht eingeschmolzen. Am 10. Juni 1951 erfolgten die Glockenweihe dieser kleinen Bronzeglocke und die Inbetriebnahme der unversehrten und wieder eingehängten großen Eisenhartgussglocke. Im Mai 1952 fiel die kleine Bronzeglocke aus dem Glockenstuhl und musste wieder eingehängt werden. Sie wurde dann zur Finanzierung von zwei neuen Eisenhartgussglocken verkauft und der Glockenstuhl erfuhr eine Generalinstandsetzung. Am 21. Dezember 1958 fand die Glockenweihe der neuen Glocken statt.
Alle Glocken der Adventkirche im Überblick:
| Glocke                                  | Schlagton | Gussjahr | Masse   | Durchmesser | Inschrift |
| --------------------------------------- | --------- | -------- | ------- | ----------- | --- |
| Große Eisenhartgussglocke               | f'        | 1924     | 1343 kg | 144 cm      | + Ehre sei Gott in der Höhe – In blutiger Not war’s ein eisern Gebot – Die Bronzeglocken von 1910 wurden 1917 dem Vaterlande geopfert + |
| Betglocke, Mittlere Eisenhartgussglocke | as'       | 1958     | 0760 kg | 122 cm      | + Evangelische Adventskirchengemeinde Berlin 1958 – Nr. 487 +                                                                           |
| Kleine Eisenhartgussglocke              | c"        | 1958     | 0360 kg | 096 cm      | + Evangelische Adventskirchengemeinde Berlin 1958 – Nr. 488 +                                                                           |
| ––– abgegangene Glocken –––             |           |          |         |             | |
| Große Bronzeglocke                      | es'       | 1910     | 1080 kg | 125 cm      | + Ehre sei Gott in der Höhe + |
| Mittlere Bronzeglocke                   | g'        | 1910     | 0530 kg | 097 cm      | + Friede auf Erden + |
| Kleine Bronzeglocke                     | b'        | 1910     | 0300 kg | ?           | + Und den Menschen ein Wohlgefallen +                                                                                                   |
| Mittlere Eisengussglocke                | as'       | 1924     | 0748 kg | ?           | + Friede auf Erden + |
| Kleine Bronzeglocke                     | as'       | 1833     | 0300 kg | ?           | + Fusa est haec Campana … + |

## Orgel

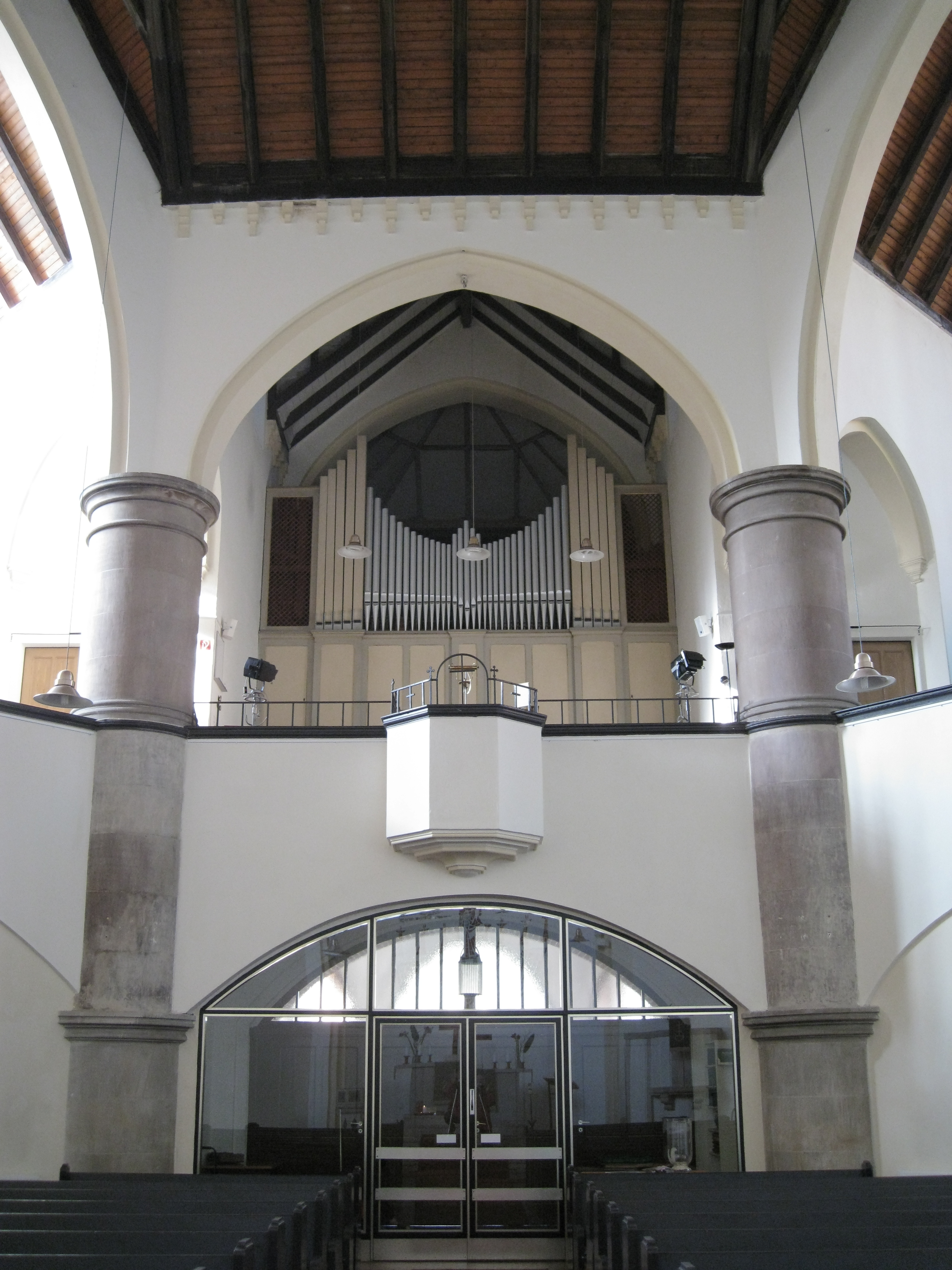
Empore mit Sauer-Orgel

Auf der Empore über dem Eingang befindet sich die am 30. November 1952 eingeweihte Sauer-Orgel  op. 1695 mit 1800 Pfeifen, zwei Manualen, Pedal und elektropneumatischer Traktur.
Die Orgel hat 35 klingende Register:
| I Hauptwerk C–g3 |                 |       |
| 01.              | Prinzipal       | 8′    |
| 02.              | Singend Gedackt | 8′    |
| 03.              | Gemshorn        | 8′    |
| 04.              | Octave          | 4′    |
| 05.              | Rohrflöte       | 4′    |
| 06.              | Quinte          | 2 ⁄3′ |
| 07.              | Oktave          | 2′    |
| 08.              | Mixtur IV–VI    |       |
| 09.              | Terzzimbel III  |       |
| 10.              | Trompete        | 8′    |

| II Schwellwerk C–g3 |                 |        |
| 11.                 | Liebl. Gedackt  | 16′    |
| 12.                 | Rohrflöte       | 08′    |
| 13.                 | Quintatön       | 08′    |
| 14.                 | Salizional      | 08′    |
| 15.                 | Vox coelestis   | 08′    |
| 16.                 | Prinzipal       | 04′    |
| 17.                 | Nachthorn       | 04′    |
| 18.                 | Waldflöte       | 02′    |
| 19.                 | Quinte          | 01 ⁄3′ |
| 20.                 | Sifflöte        | 01′    |
| 21.                 | Sesquialtera II |        |
| 22.                 | Scharff IV      |        |
| 23.                 | Krummhorn       | 08′    |
| 24.                 | Helltrompete    | 04′    |
|                     | Tremolo         |        |

| Pedal C–f1 |                 |     |
| 25.        | Prinzipalbass   | 16′ |
| 26.        | Subbass         | 16′ |
| 27.        | Gedacktbass     | 16′ |
| 28.        | Oktavbass       | 08′ |
| 29.        | Pommer          | 08′ |
| 30.        | Choralbass      | 04′ |
| 31.        | Flachflöte      | 02′ |
| 32.        | Mixtur V        |     |
| 33.        | Posaune         | 16′ |
| 34.        | Trompete        | 08' |
| 35.        | Singend Cornett | 02′ |

Die Adventgemeinde besaß bereits eine Sauer-Orgel aus dem Jahr 1911, die im Zweiten Weltkrieg völlig zerstört wurde. Der Magistrat von Groß-Berlin stellte die gesamte, für den Wiederaufbau der Orgel benötigte Summe von 50.000 Mark bereit. Das Instrument wurde in den 1980er Jahren aufwendig renoviert. 1993 wurde der Spieltisch umgebaut und 1999 wurden die Orgelpfeifen gesäubert und überarbeitet. Auch 2019 wurden alle Pfeifen von der Erbauerfirma Sauer ausgebaut, gereinigt und neu durch Matthias Ullmann intoniert.

## Mosaik in der Apsis

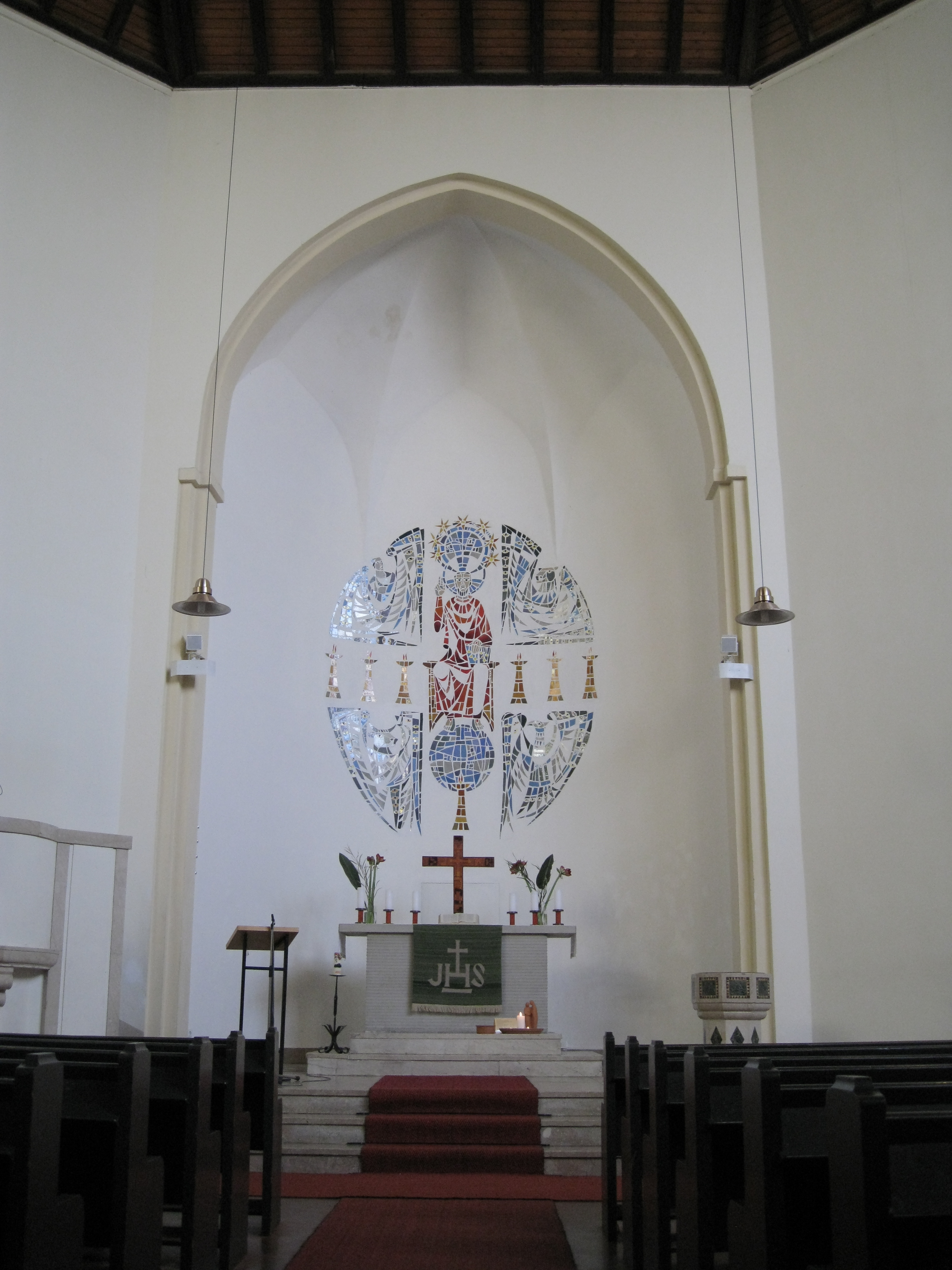
Altar und Mosaik in der Apsis

Im Jahr 1952 wurde in der halbrunden Apsis eine Renovierung vorgenommen, um den Christus in seinen Konturen wieder hervortreten zu lassen. Mitte der 1950er Jahre wurde durch Wasserschäden im Dachbereich über der Apsis das Antlitz des Christus in Mitleidenschaft gezogen. Unter viel Widerspruch der Gemeinde erfolgte 1958 die Neugestaltung der Apsis mit dem umstrittenen Mosaik Majestas Domini von Lothar Mannewitz aus farbigen Glassteinen an der Wand. Das aus vielen Symbolen bestehende, in der biblischen Tradition verwurzelte ovale Glasmosaik, eingepasst in die Apsis, zeigt Jesus Christus als König und Herrscher der Welten. Das Motiv nimmt auf die Offenbarung des Johannes Bezug. Zur Herstellung musste der alte Putz von der Apsiswand entfernt werden. In den noch weichen neuen Putz wurden die einzelnen Segmente des Mosaiks eingedrückt.

## Nutzung des Kirchengebäudes und Gemeindeleben
Die Kirche ist Heimat der Evangelischen Advent-Zachäus-Kirchengemeinde, die seit 2004 besteht und aus der Fusion von Advent- und Zachäusgemeinde hervorgegangen ist. Neben der normalen gottesdienstlichen Nutzung inklusive Abendmahl, Taufen, Konfirmationen, Trauungen oder Trauerfeiern dient die Adventkirche als Veranstaltungsort für kirchliche Konzerte. In der Gemeinde besteht ein Erwachsenen- sowie ein Posaunen- und ein Kinderchor. Ferner gibt es einen Jugend-, einen Frauen- und einen Seniorenkreis sowie verschiedene Gesprächs- und Bibelkreise.
Nach der Tagung der Evangelischen Akademie Berlin-Brandenburg (DDR) am 9. Januar 1982 mit dem Thema „Kann man darüber sprechen? – Homosexualität als Frage an Theologie und Gemeinde“ gründete sich der Gesprächskreis Homosexualität. Dieser ist seit 1987 in der Adventgemeinde untergebracht.
Als 2004 die Berliner Tafel e. V., die Kirchen und der Rundfunk Berlin-Brandenburg die Idee zur Aktion „Laib & Seele“ hatten, hat die Gemeinde sich sofort diesem Projekt angeschlossen. Seitdem werden immer mittwochs um 11 Uhr Lebensmittel, die von umliegenden Supermärkten und der Berliner Tafel e. V. zur Verfügung gestellt werden, an Bedürftige verteilt.